# Volejbol'nyj Klub Gubernija 2011-2012
Questa voce raccoglie le informazioni riguardanti il Volejbol'nyj klub Gubernija nelle competizioni ufficiali della stagione 2011-2012.

## Organigramma societario
Area direttiva
- Presidente: Oleg Savkin

Area tecnica
- Allenatore: Igor' Pasečnik

## Rosa
| N° | Nome                | Ruolo | Data di nascita   | Nazionalità sportiva |
| -- | ------------------- | ----- | ----------------- | -------------------- |
| 1  | Andrej Dranišnikov  | L     | 23 giugno 1990    | Russia               |
| 2  | Il'ja Sakeev        | C     | 1979              | Russia               |
| 3  | Evgenij Petropavlov | L     | 11 gennaio 1983   | Russia               |
| 4  | Nikola Kovačević    | S     | 14 febbraio 1983  | Serbia               |
| 5  | Aleksandr Močalov   | S     | 14 dicembre 1982  | Russia               |
| 6  | Aleksej Kadočkin    | S     | 17 giugno 1981    | Russia               |
| 7  | Vladimir Svečnikov  | C     | 1979              | Russia               |
| 8  | Il'ja Svidlov       | O     | 16 ottobre 1987   | Russia               |
| 9  | Aleksandr Sergienko | C     | 25 luglio 1987    | Russia               |
| 9  | Aleksej Serikov     | L     | 13 aprile 1979    | Russia               |
| 10 | Maksim Šul'gin      | P     | 17 maggio 1983    | Russia               |
| 11 | Igor' Tjurin        | O     | 13 giugno 1987    | Russia               |
| 13 | Ruslan Askerov      | S     | 14 gennaio 1987   | Russia               |
| 14 | Nikita Ljamin       | C     | 14 ottobre 1985   | Russia               |
| 15 | Matti Oivanen       | C     | 26 maggio 1986    | Finlandia            |
| 16 | Vasilij Nosenko     | O     | 13 maggio 1987    | Russia               |
| 17 | Igor' Nikiforov     | C     | 20 settembre 1985 | Russia               |
| 18 | Oleg Samsonyčev     | P     | 22 marzo 1982     | Russia               |

## Statistiche

### Statistiche di squadra
| Competizione    | Punti | In casa | In casa | In casa | In trasferta | In trasferta | In trasferta | Totale | Totale | Totale |
| Competizione    | Punti | G       | V       | P       | G            | V            | P            | G      | V      | P      |
| --------------- | ----- | ------- | ------- | ------- | ------------ | ------------ | ------------ | ------ | ------ | ------ |
| Superliga       | 9/24  | 13      | 4       | 9       | 13           | 6            | 7            | 26     | 10     | 16     |
| Coppa di Russia | 19/   | -       | -       | -       | -            | -            | -            | 15     | 9      | 6      |
| Totale          | -     | 13      | 4       | 9       | 13           | 6            | 7            | 41     | 19     | 22     |

G = partite giocate; V = partite vinte; P = partite perse

### Statistiche dei giocatori
| Giocatore      | Superliga | Superliga | Superliga | Superliga | Superliga |
| Giocatore      | P         | PT        | AV        | MV        | BV        |
| -------------- | --------- | --------- | --------- | --------- | --------- |
| R. Askerov     | 14        | 52        | 43        | 8         | 1         |
| A. Dranišnikov | 18        | 0         | 0         | 0         | 0         |
| A. Kadočkin    | 15        | 108       | 98        | 5         | 5         |
| N. Kovačević   | 22        | 246       | 199       | 27        | 20        |
| N. Ljamin      | 26        | 189       | 120       | 57        | 12        |
| A. Močalov     | 23        | 227       | 188       | 21        | 18        |
| I. Nikiforov   | 8         | 15        | 13        | 2         | 0         |
| V. Nosenko     | 22        | 124       | 109       | 12        | 3         |
| M. Oivanen     | 25        | 176       | 108       | 39        | 29        |
| E. Petropavlov | 25        | 0         | 0         | 0         | 0         |
| I. Sakeev      | 0         | 0         | 0         | 0         | 0         |
| O. Samsonyčev  | 26        | 33        | 4         | 21        | 8         |
| A. Sergienko   | 9         | 27        | 21        | 5         | 1         |
| V. Svečnikov   | 0         | 0         | 0         | 0         | 0         |
| I. Svidlov     | 1         | 0         | 0         | 0         | 0         |
| M. Šul'gin     | 18        | 22        | 8         | 10        | 4         |
| A. Serikov     | 1         | 2         | 2         | 0         | 0         |
| I. Tjurin      | 24        | 298       | 240       | 32        | 26        |

P = presenze; PT = punti totali; AV = attacchi vincenti; MV = muri vincenti; BV = battute vincenti

NB: Non sono disponibili i dati relativi alla Coppa di Russia e, di conseguenza, quelli totali